# Willie Brown (homme politique)
Pour les articles homonymes, voir Willie Brown et Brown.
Willie Lewis Brown, Jr., né le 20 mars 1934 à Mineola au Texas, est un homme politique américain membre du Parti démocrate.

## Biographie
En 1951, il quitte le Texas ségrégationniste pour rejoindre l'Ouest américain. Il devient avocat à San Francisco. Membre du Parti démocrate, il aide notamment Nancy Pelosi en 1987 puis Gavin Newsom en 1996 dans leurs débuts politiques. Au milieu des années 1990, il a une relation avec Kamala Harris.
Il a siégé pendant 30 ans à l'Assemblée de l'État de Californie, et a été maire de San Francisco de 1996 à 2004, premier Afro-Américain à occuper ce poste. Durant son mandat, il y a eu une augmentation significative du développement immobilier privé et des travaux publics, grâce à plusieurs projets urbains à grande échelle. Il a engagé aussi en particulier des actions importantes en faveur des sans-abris.